# Kasper Kiilerich
Kasper Kiilerich (født 22. november 2005 i Viborg) er en professionel dansk målmand, der spiller for Viborg FF. Kiilerich startede sin karriere i Viborg Nørremarken og skiftede til FK Viborg som U13-spiller.
På sin 16 års fødselsdag blev han rykket op i Viborg FFs førsteholdstrup, men han spiller fortsat kampe i U19 Divisionen og er med omkring Viborg FFs hold i Reserveligaen.